# Joris-Karl Huysmans

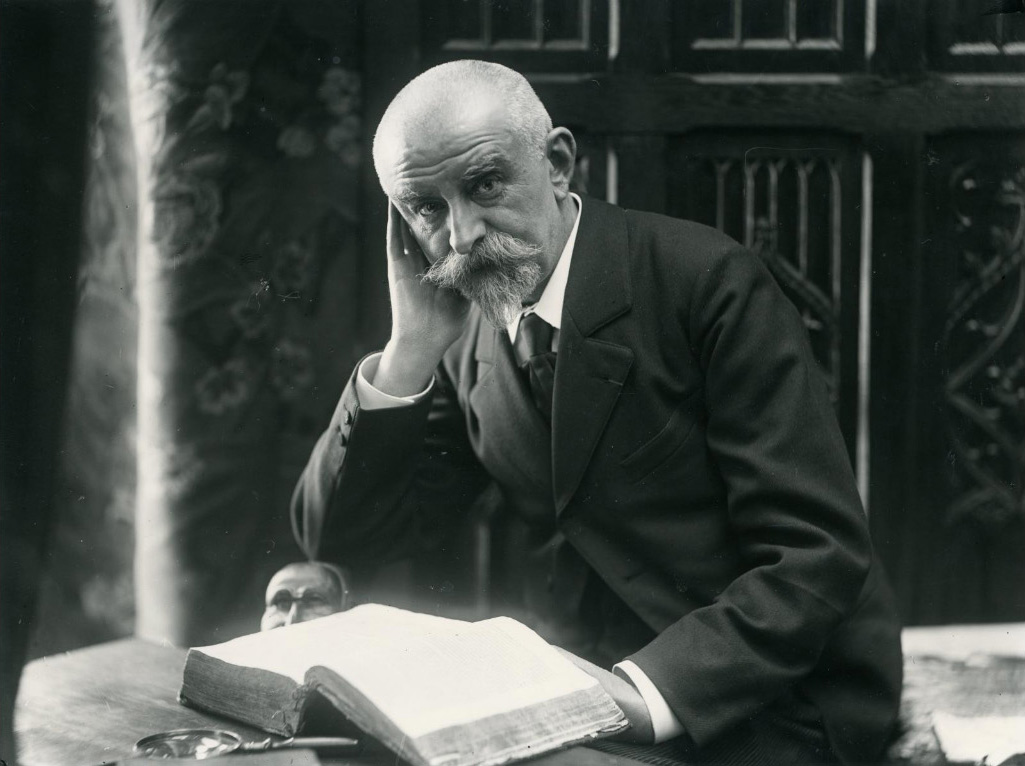
Huysmans fotograferad av André Taponier (1904)

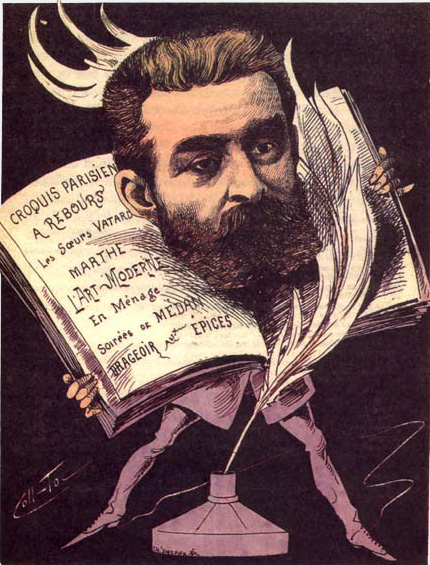
J.-K. Huysmans tecknad av Coll-Toc för veckobladet Les Hommes d'aujourd'hui (1885).

Charles Marie Georges Huysmans, född 5 februari 1848 i Paris, död 12 maj 1907 i samma stad, var en fransk tjänsteman och skönlitterär författare som använde pseudonymen Joris-Karl Huysmans eller förkortat J.-K. Huysmans. Han förknippas som romanförfattare med naturalismen och som konstkritiker med impressionismen och fin de siècle. Hans mest kända roman Mot strömmen (1884) skulle Oscar Wilde utropa till dekadenternas bibel. Och det numera allmänna uttrycket "svart humor" myntades faktiskt av Huysmans. Mot slutet av sitt liv, från 1895 och framåt, ägnade sig en alltmer religiös Huysmans åt kyrkliga motiv i sitt berättande.

## Liv och arbete

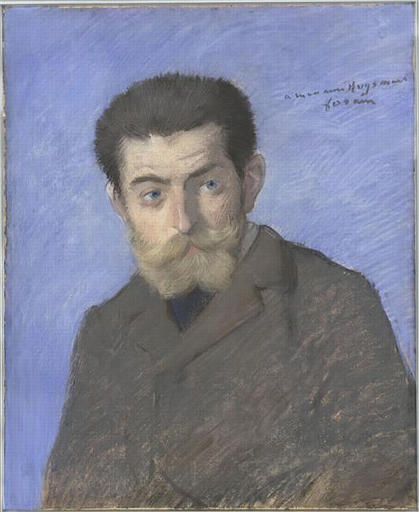
Huysmans avmålad av Jean-Louis Forain, 1878

Joris-Karl Huysmans tog sig sina lite främmande, mer flamländskt klingande förnamn. Han härstammade från en nederländsk konstnärssläkt, vars mest berömde medlem var Cornelis Huysmans. Joris-Karl Huysmans blev student 1866 och ägnade sig först åt juridiska studier, för att därefter under flera decennier arbeta som tjänsteman på det franska inrikesministeriet, där han stannade fram till 1897, då han gick i pension. För övrigt gifte han sig aldrig, och fick inga barn, men han lär ha haft ett långvarigt förhållande av och till med en sömmerska vid namn Anna Meunier.
Joris-Karl Huysmans debuterade 1874 med en liten samling prosapoem, Le drageoir aux épices, i Baudelaires och Aloysius Bertrands stil. Vid denna tid intog naturalismen en alltmer dominerande ställning i fransk litteratur, och Huysmans var en av de första i sin generation att ansluta sig till bröderna Goncourt och Zola. 1876 utkom hans första roman, Marthe, en glädjeflickas historia, följd av Les soeurs Vatard (1879), en berättelse om två arbeterskor, och Croquis parisiens (1880), impressionistiska sedeskildringar från världsstaden. I den av naturalistiska författare under Zolas redaktion utgivna samlingen Soirées de Medan ingick Huysmans novell Sac au dos, som beskrev hans deltagande i fransk-tyska kriget och vittnade om hans brist på socialt intresse. En ménage (1881), en konstnärsroman av större mogenhet och kontroll över medlen än Huysmans tidigare skrifter, och dess parallell En rade (1887), hör till hans tidigare manér - brett beskrivande skildringar ur vardagslivet, där Huysmans med pessimistiskt välbehag dröjer vid det vämjeliga och triviala - liksom À vau - l'eau (1882), en mästerligt berättad novell ur den lägre parisämbetsmannens liv, och Un dilemme (1887), det enda arbete av Huysmans, där man kan spåra en social tendens. 
Först med romanen À rebours (1884) (i svensk översättning Mot strömmen 1946 och 2004) väckte Huysmans större uppmärksamhet. Han skildrar där en man vid namn Jean des Esseintes, som hänger sig åt mängder av sensuella och estetiska njutningar, tills han slutligen faller ihop i kraftlös leda inför livet. Huvudpersonens olika nycker och paradoxala infall är skildrade med genomförd konsekvens och inte utan fantasi. Intresset för skildringen ligger dock mindre i framställandet av den enskilda karaktären än vid det kraftiga utmålandet av en hel serie tidstypiska stämningar från "dekadensens" tidevarv eller fin-de-siècle. Denna roman har spelat en icke ringa roll i tidens historia och haft många efterföljare. 
Vid denna tid, år 1885 infördes en intervju med författaren i veckobladet Les Hommes d'aujourd'hui (nr 263). Intervjun var undertecknad av A. Meunier, men hade genomförts av Huysmans själv. Här beskrev han sig som "en oförklarlig blandning av holländsk och parisisk målare. Ur en sådan blandning, med en nypa svart humor (une pincée d'humour noir) som tillsats och en nypa torr brittisk komik, har det kännetecknande för mina arbeten kommit till". André Breton skulle dryga halvseklet senare citera just detta i sin antologi om svart humor, Anthologie de l'humour noir (1940), som en del av sin presentation av Joris-Karl Huysmans båda bidrag. Dessa hämtades ur de naturalistiska verken En ménage och En rade.

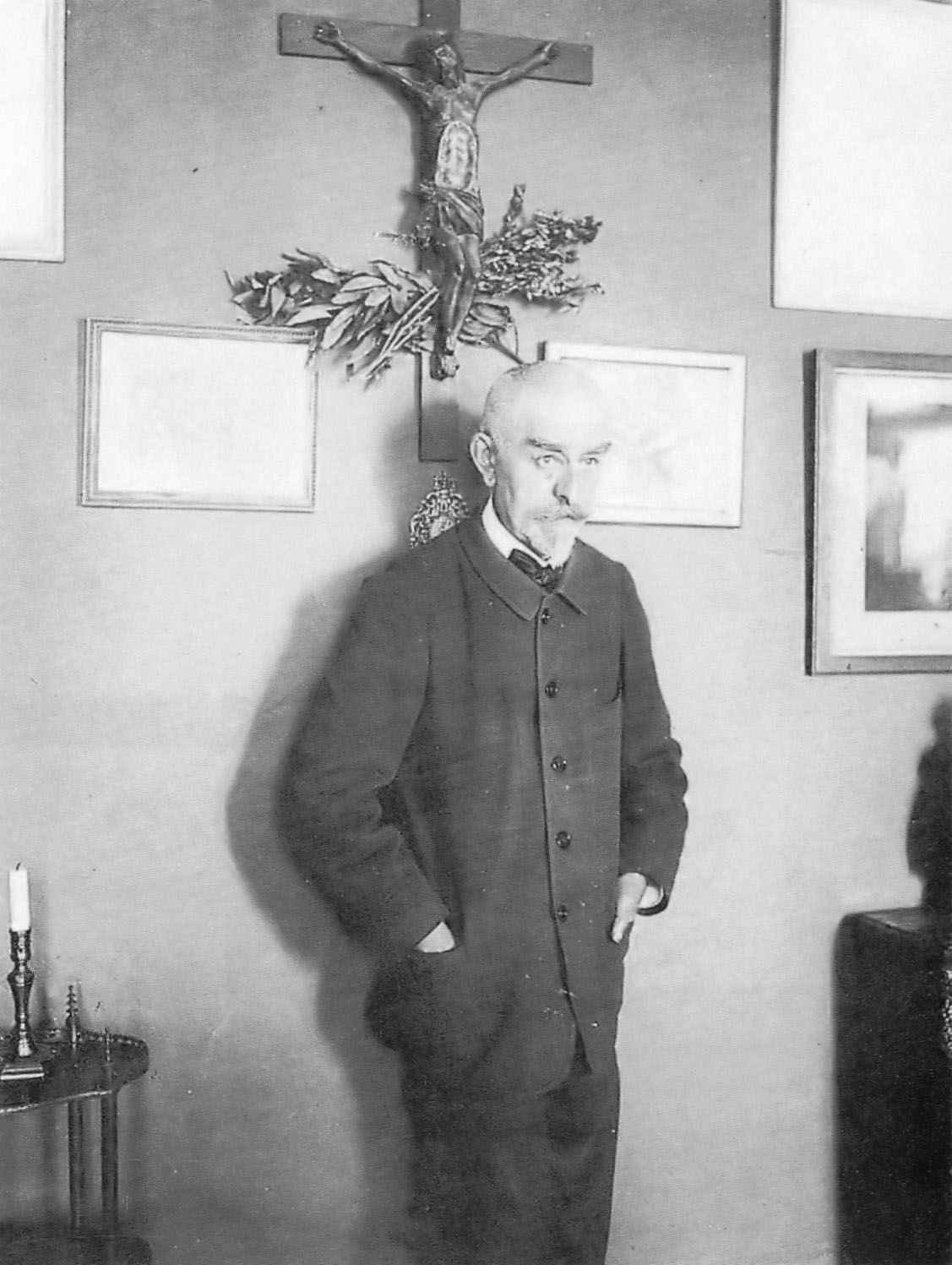
Joris-Karl Huysmans poserande på äldre dar.

Mot strömmen utgjorde också en brytningspunkt i Huysmans eget liv. Romanens djupa pessimism förde honom så sakteliga bort från materialismen och så småningom till kyrkans lära. Han var trött på materialismen och naturalismens litteratur uteslutande upptagen av vardagslivets banaliteter. På samma gång som han ville bevara den kraftiga realismen i framställningen, längtade han efter djupare andliga värden i dikten och ville skapa en "spiritualiserad naturalism". Denna nya konst försökte han förverkliga i sina närmast följande romaner, vilka skildrar hans omvändelse till katolicismen (i deras huvudperson, Durtal, finner man relativt lätt Huysmans egen personlighet): Là-bas (1891) (svensk översättning: I avgrunden, 2007), som behandlar satanismens mystik, En route (1895), som beskriver hans omvändelse och vistelse vid ett kloster, La cathédrale (1898), en mästerlig skildring av dômen i Chartres och symboliken i den medeltida konsten, och L'oblat (1903), en studie över kyrkomusiken hos benediktinerna i ett sydfranskt kloster. I Sainte Lydwine de Schiedam (1901) försökte Huysmans berätta ett helgons historia med de gamla krönikornas naivitet, och samma fromma anda besjälar också hans framställning av underverken i Les foules de Lourdes (1906), ett motstycke till Zolas rationalistiska skrift över samma ämne. Utom ovannämnda arbeten har man av hans hand även följande skrifter: Les vieux quartiers de Paris (1890), Le quartier Notre Dame (1905), La Biëvre et Saint Severin (1900), vittnande om hans intresse för det gamla Paris och strövtåg bland dess minnesmärken, samt De tout (1901). Pages catholiques utgör en antologi av hans arbeten, speciellt avsedd för katolska läsare. 
Huysmans var även en framstående, fast något ensidig konstkritiker och bland de första som trädde i bräschen för de moderna friluftsmålarna och impressionisterna. Hans konstkritiska artiklar finns samlade i L'art moderne (1883) och Certains (1889), broschyren Félicien Rops (1896) om den belgiske konstnären Félicien Rops, och Trois primitifs (1905). Huysmans ursprung från en gammal målarfamilj spåras överallt i hans produktion. Hans värld var ögats och hans passion att beskriva. Han har endast utbytt penseln mot pennan. Bland sin generations många utmärkta representanter för den beskrivande stilen intar Huysmans en mycket framstående plats. Hans böcker lider kanske av en viss tyngd och enformighet och av en viss begränsning i synkretsen, men de flödar av saftigt utmålade och mästerligt iakttagna detaljer, nedskrivna i en utarbetad och starkt färgmättad stil, besläktad med 1600-talsförfattarnas varma och kraftiga prosa.

## Verk i urval
- Le drageoir aux épices (1874)
- Marthe (1876)
- Les Sœurs Vatard (1879)
- Croquis Parisiens (1880)
- En ménage (1881)
- À vau - l'eau (1882)
- L'art moderne (1883)
- À rebours (1884) 
  - Mot strömmen (1946; nyöversättning Elias Wraak, Alastor press, 2004, 2013, 2019)
- En rade (1887)
- Là-bas (1891) 
  - I avgrunden, översättning Elias Wraak (Alastor press, 2007, 2017)
- En route (1895) 
  - En route, översättning Elias Wraak (Alastor press, 2012, 2019)
- La cathédrale (1898)
- La magie en Poitou. Gilles de Rais. (1899) (se Gilles de Rais)
- Sainte Lydwine de Schiedam (1901) (se Sainte Lydwine de Schiedam)
- l'Oblat (1903)
- Les foules de Lourdes (1906)
- Trois Églises et trois Primitifs (1908)